# ایستگاه پیکدلی منچستر
ایستگاه پیکدلی منچستر (انگلیسی: Manchester Piccadilly station) یکی از اصلی‌ترین و مهم‌ترین ایستگاه‌های راه‌آهن کشور انگلستان در شهر منچستر است.
این ایستگاه که در سال ۱۸۴۲ تأسیس شده دارای ۱۴ سکو می‌باشد و از طریق خط اصلی ساحل غربی به شهر لندن متصل می‌شود.

## نگارخانه

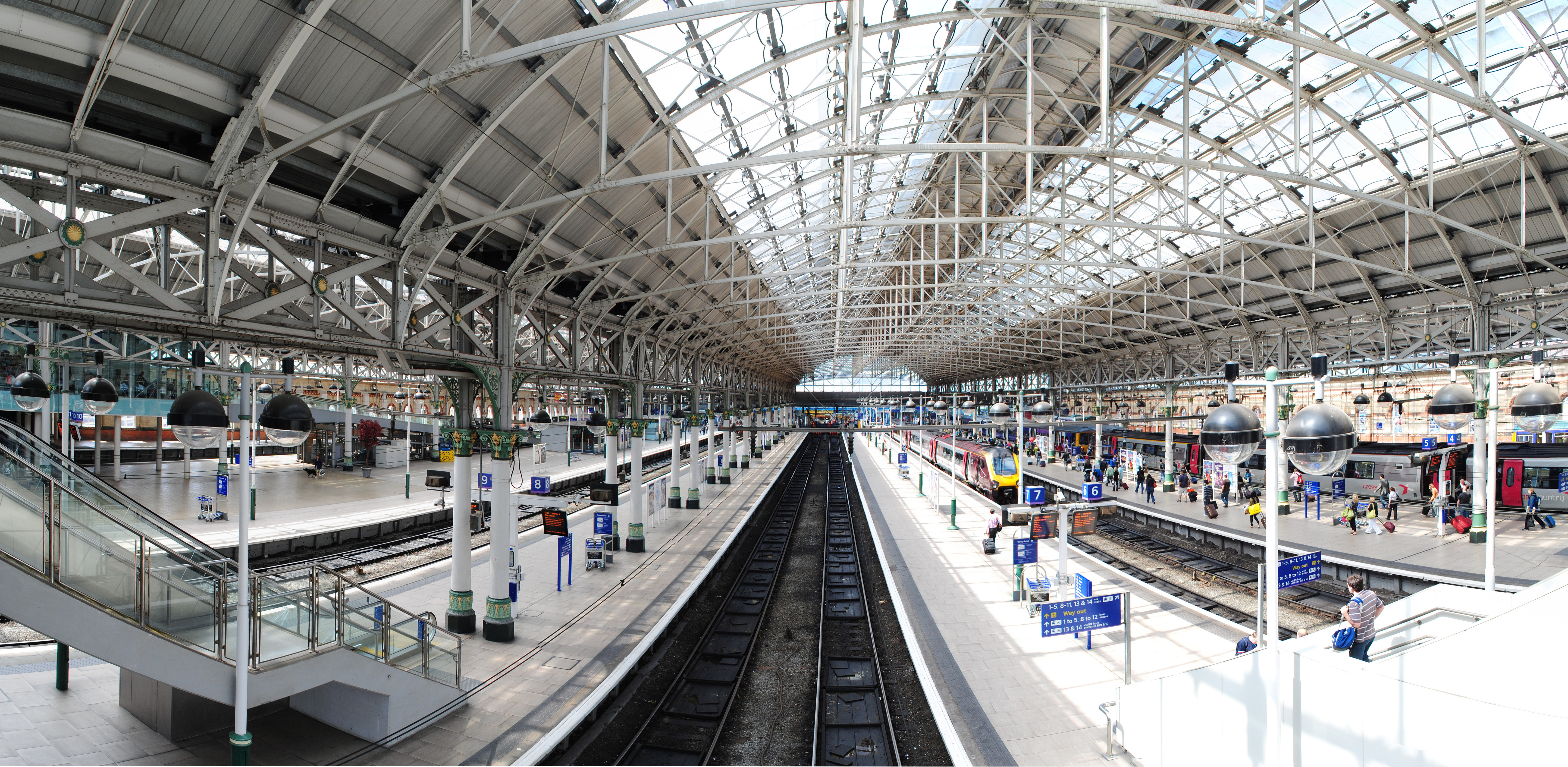
دهه ۱۸۶۰
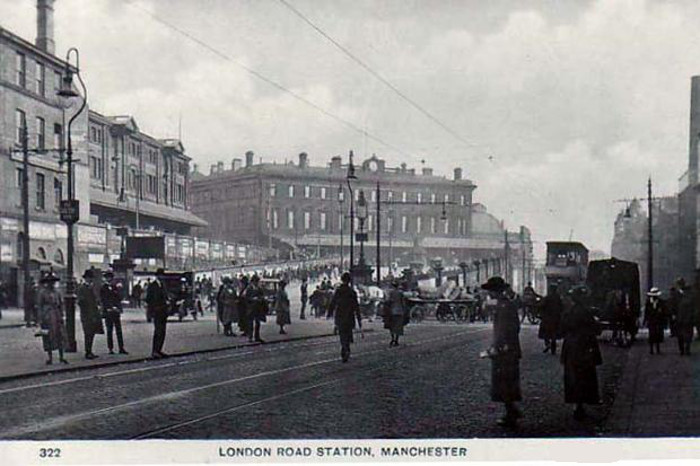
دهه اول ۱۹۰۰ میلادی
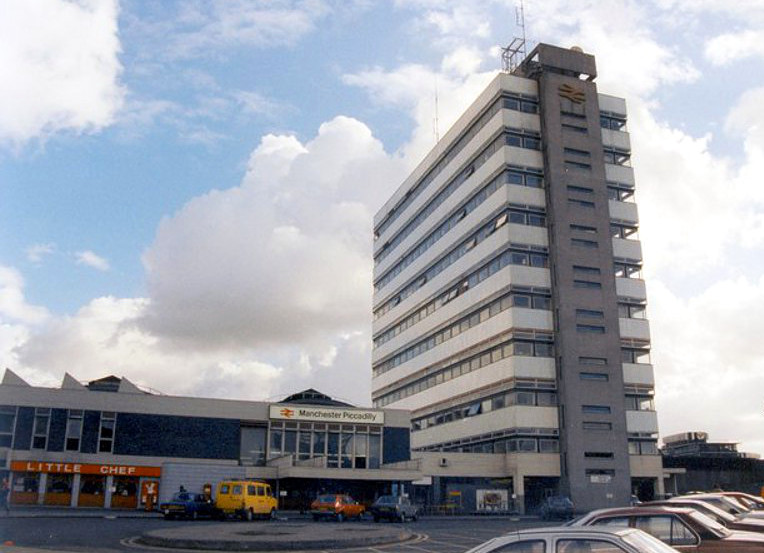
۱۹۸۹
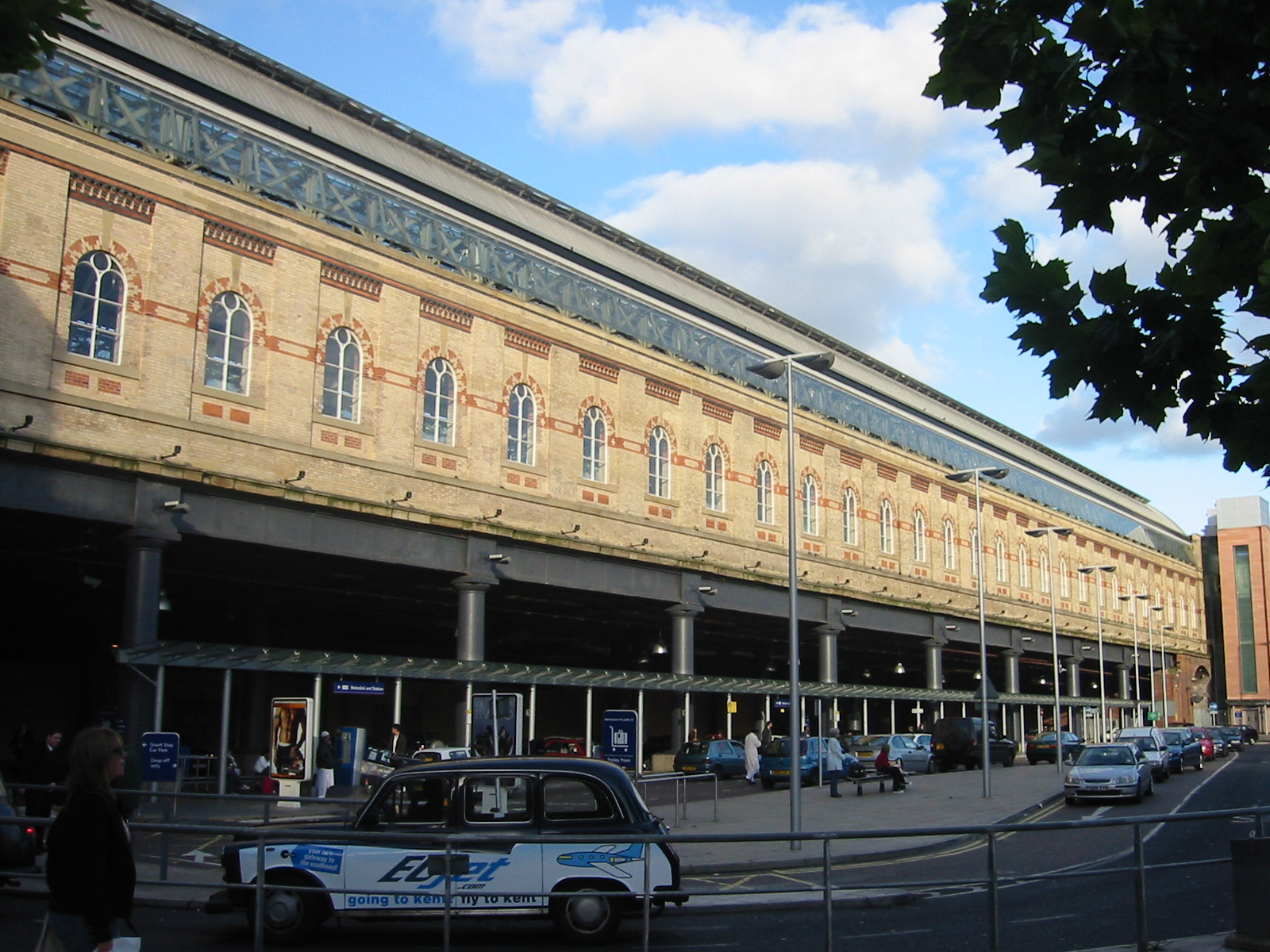
۲۰۰۴
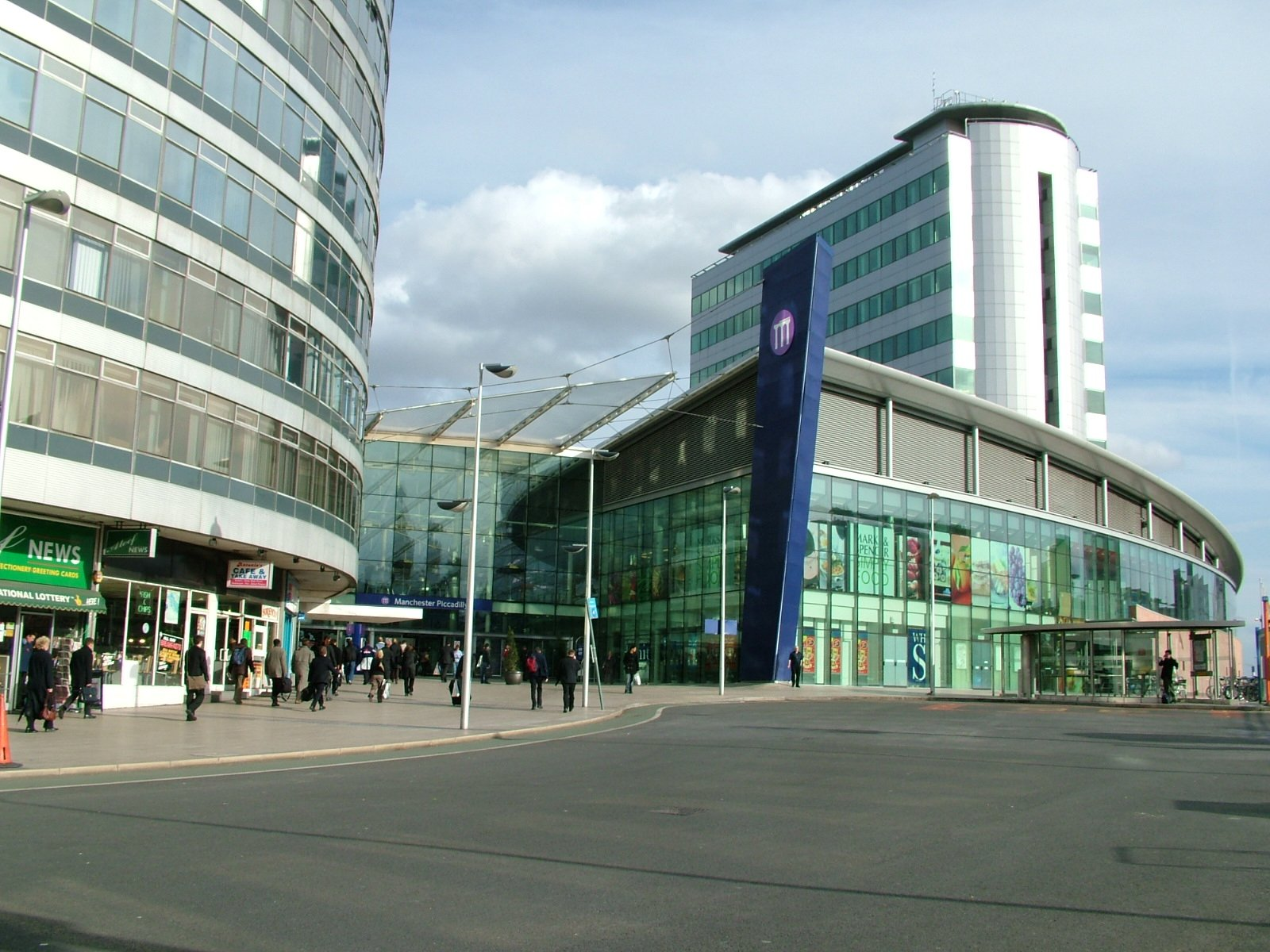
۲۰۰۵
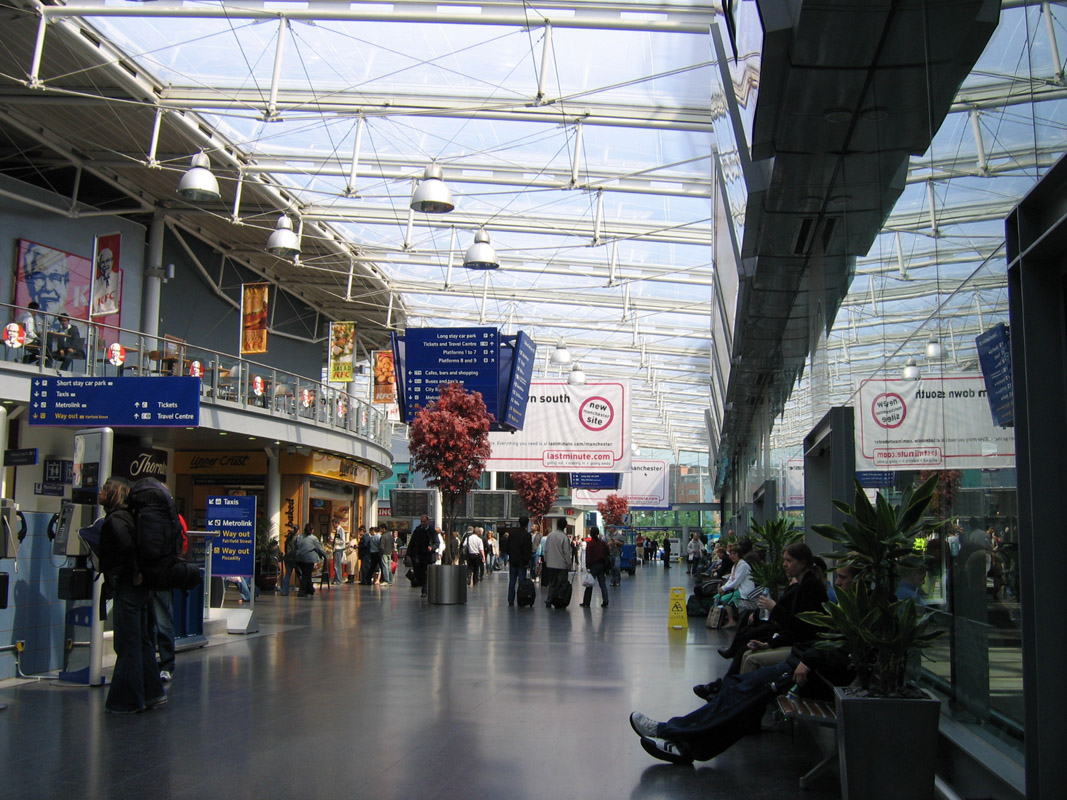
۲۰۰۷
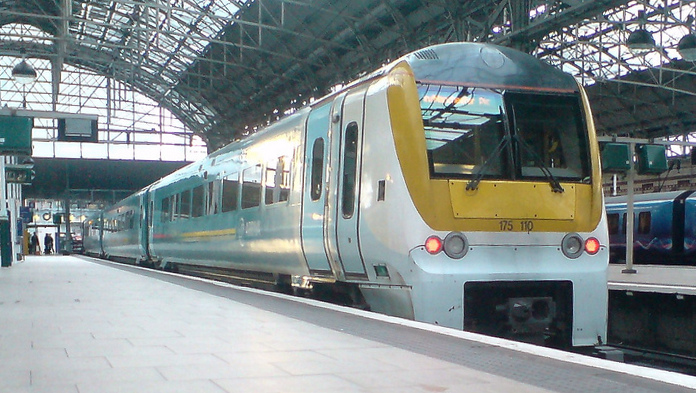
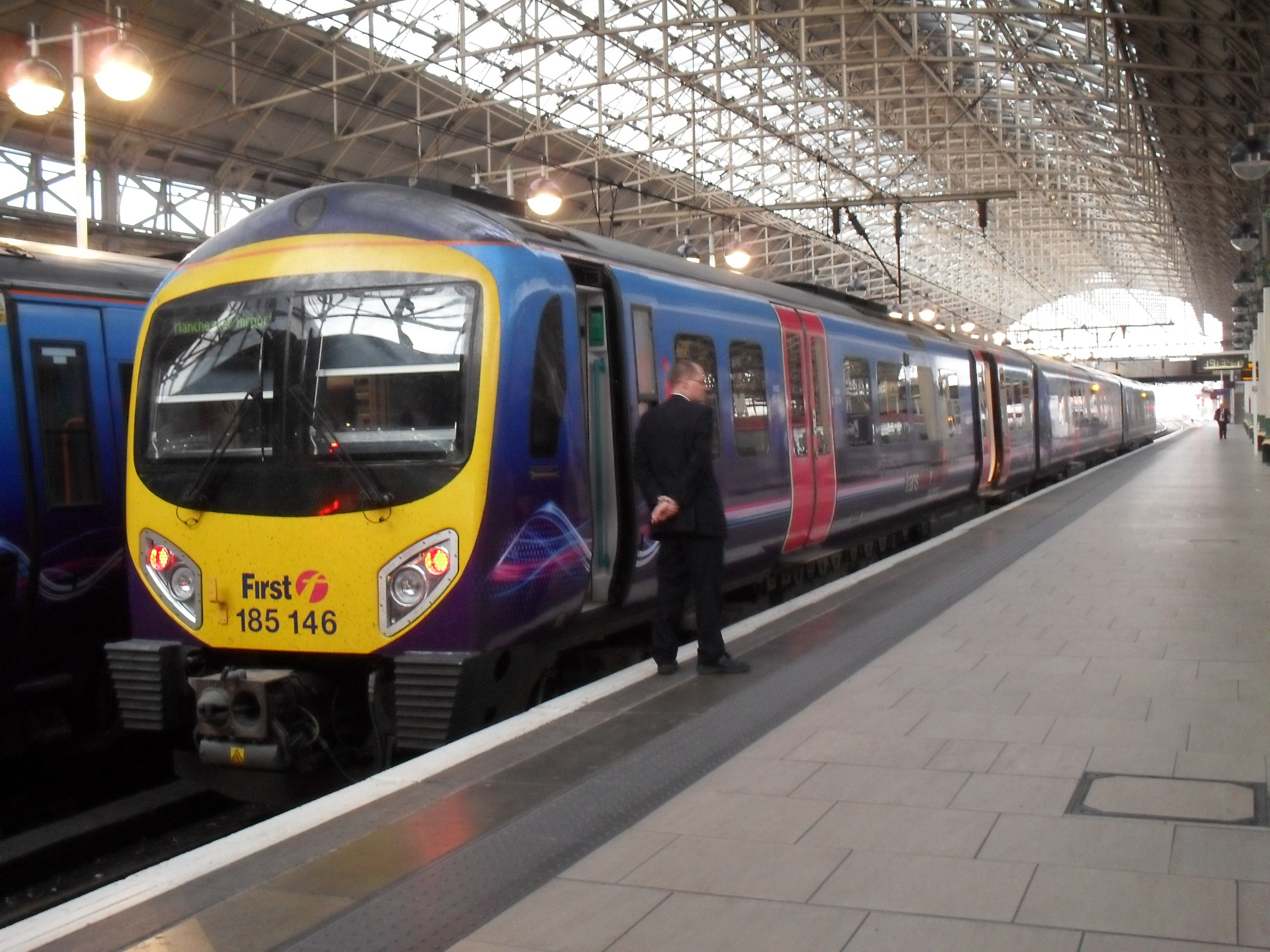
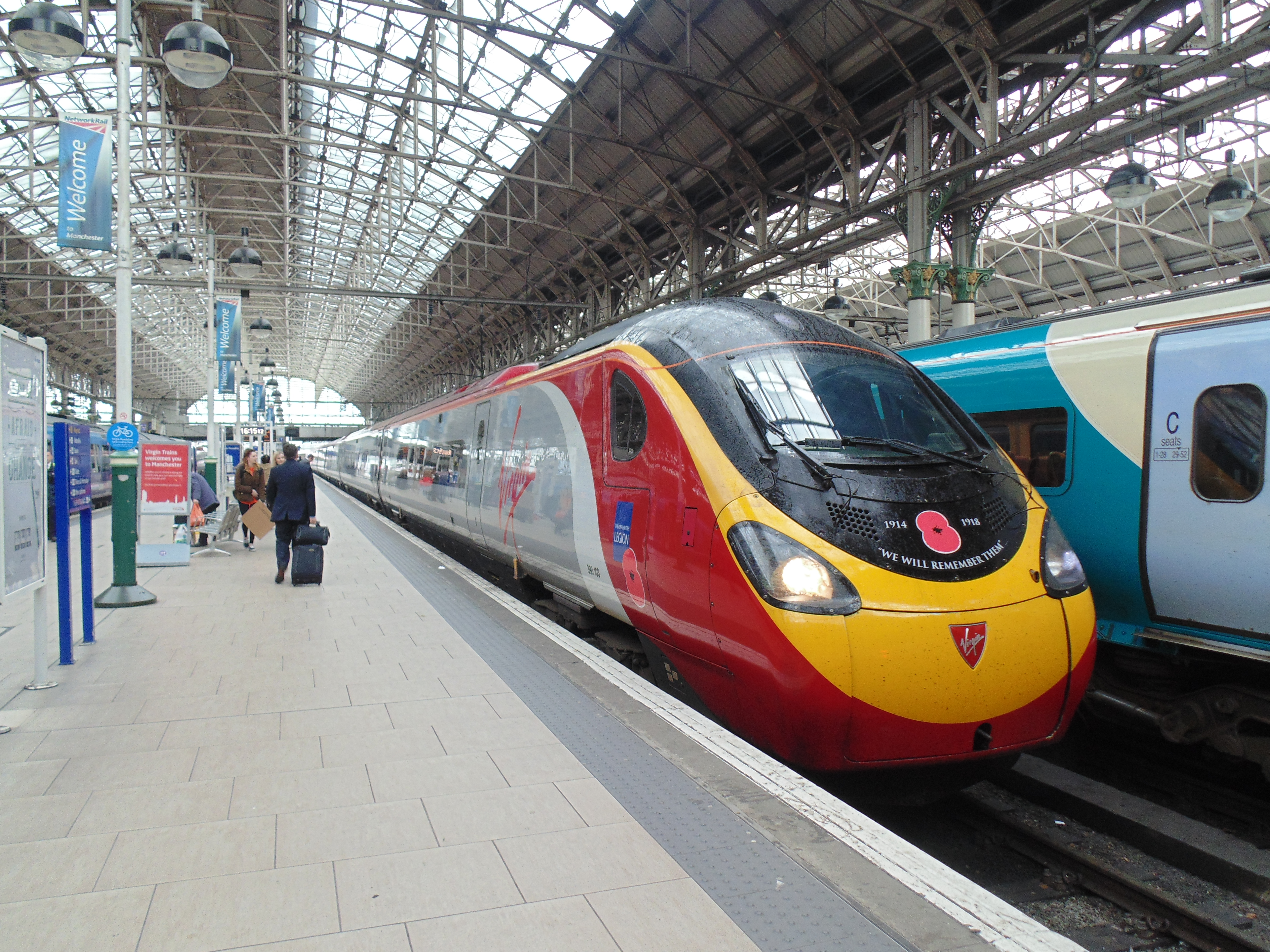
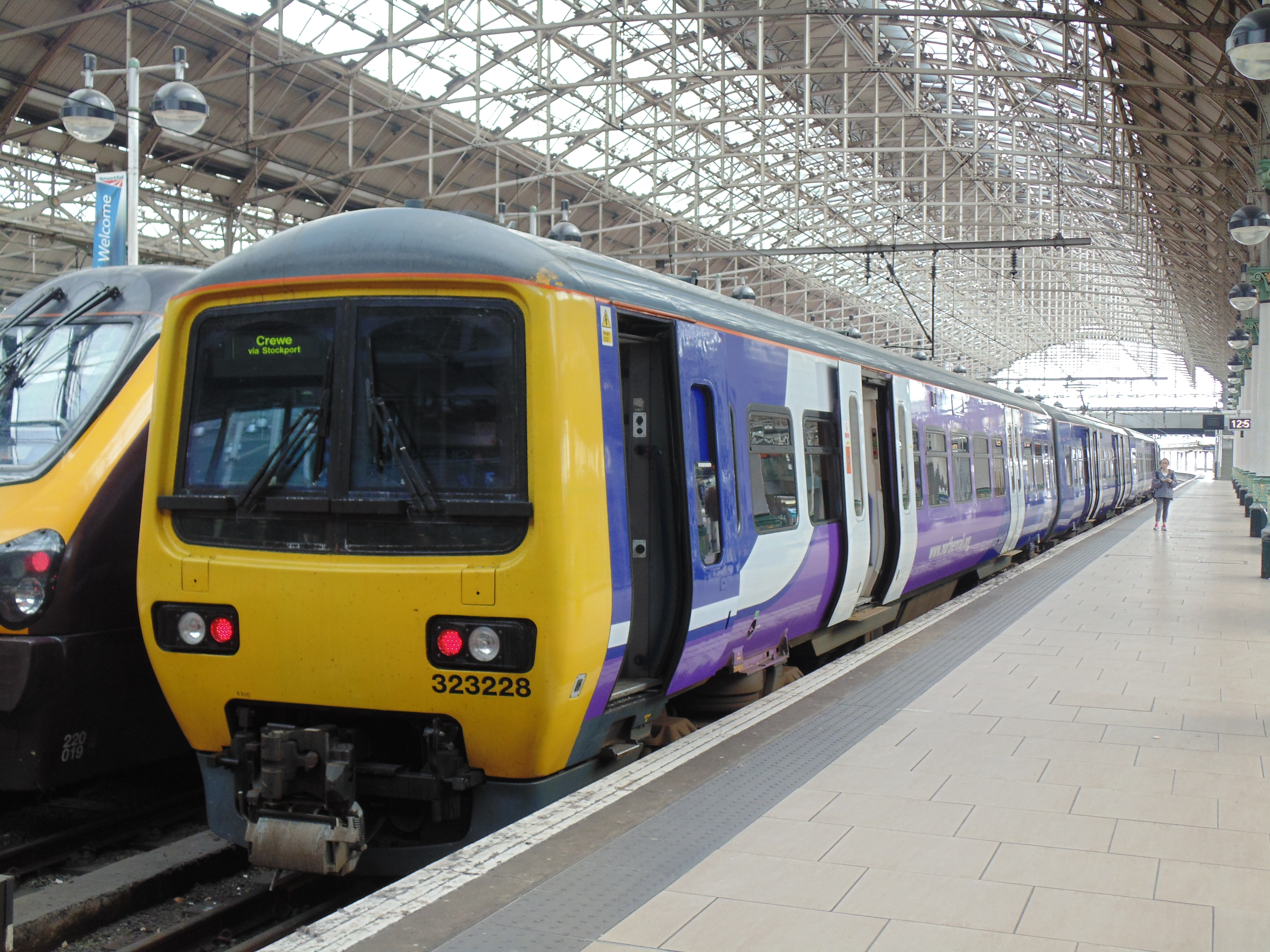
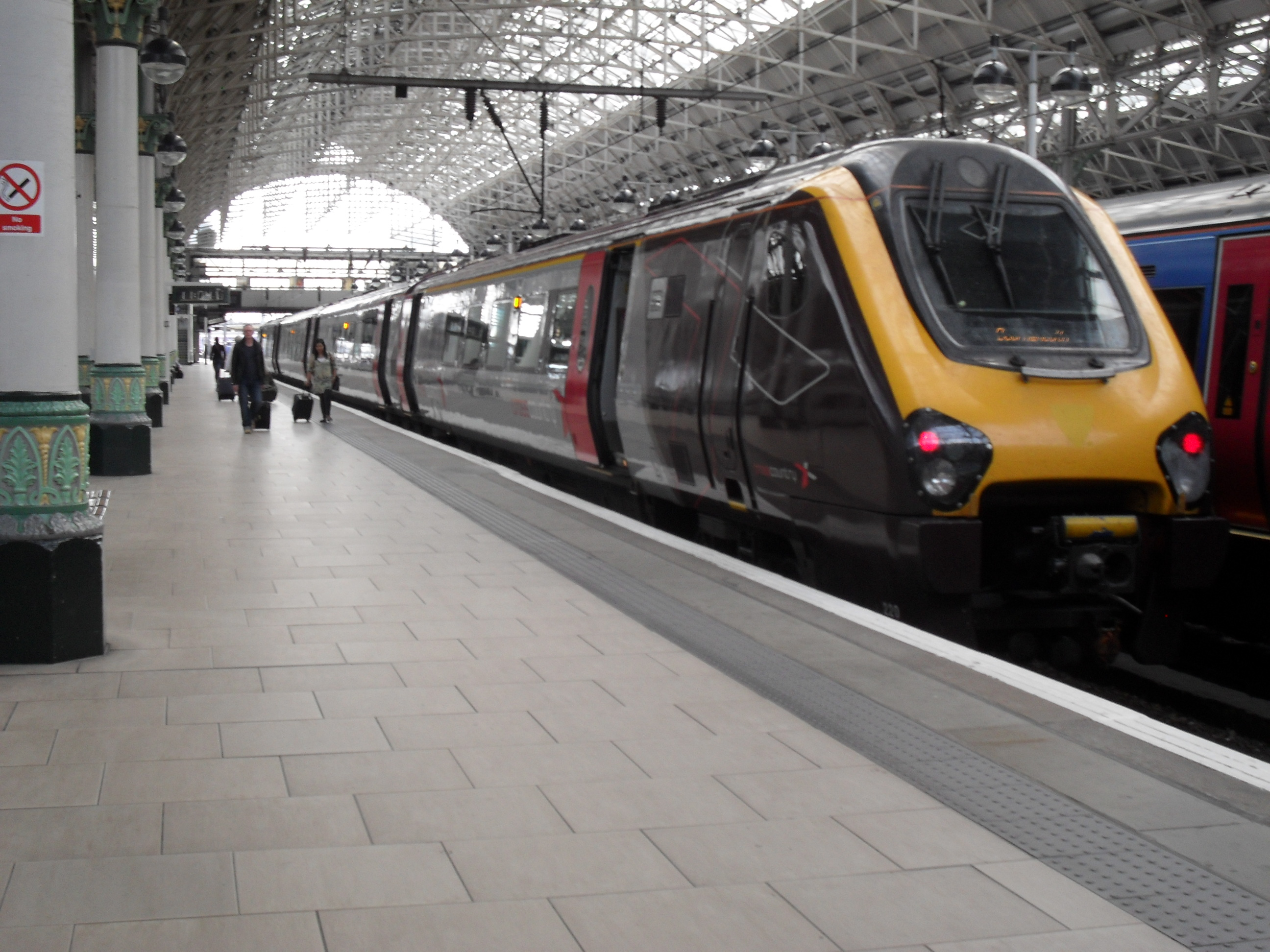